# Abdiele
Abdiele  è un nome proprio di persona italiano maschile.

## Varianti
- Maschili: Abdele[1]

### Varianti in altre lingue
- Catalano: Abdiel[2]
- Ebraico: עֲבְדִּיאֵל (`Abhdi'el, Avdiel)
- Inglese: Abdiel
- Latino: Abdiel[1], Abdeel[1]
- Olandese: Abdiël
- Spagnolo: Abdiel[2]

## Origine e diffusione
Etimologicamente, si tratta di un composto dei termini abd ("servo") ed El (Dio), con il significato complessivo di "servo di Dio". Entrambi gli elementi che lo compongono sono comuni nell'onomastica ebraica: abd si ritrova in Abdia (che ha lo stesso significato, ma utilizzando un diverso nome per indicare Dio), Abdieso, Abdon e Abdenago mentre El in Gabriele, Michele, Gioele, Samuele e via dicendo; il nome può essere inoltre considerato un equivalente ebraico di Abdullah, che è formato da termini arabi imprentati con quelli ebraici.
Il nome appare fugacemente nella Bibbia, menzionato una sola volta nel primo libro delle Cronache (5:15-17) dove appartiene ad un uomo della tribù di Gad. In ambito letterario, va ricordato il suo utilizzo nel Paradiso perduto di John Milton (1667), dove è il nome portato da un serafino.

## Onomastico
Il nome è adespota, ossia privo di santo patrono; l'onomastico si può festeggiare il 1º novembre, giorno di Ognissanti.

## Persone

### Variante Abdiel
- Abdiel Arroyo, calciatore panamense

## Il nome nelle arti
- Abdiel è un serafino nel romanzo di John Milton Paradiso perduto, dove appare nel libro V e nel libro VI.
- Abdiel è un serafino nel romanzo di Madeleine L'Engle Many Waters.
- Abdiel è uno degli antagonisti nella trilogia di romanzi di Margaret Weis Star of the Guardians.
- Abdiel è il "nome angelico" di Arcade, l'angelo custode personaggio del romanzo di Anatole France La rivolta degli angeli.
- Abdiel è un angelo nel romanzo di Steven Brust To Reign in Hell.
- Abdiel è un personaggio del romanzo di Kage Baker La compagnia del tempo: il futuro in gioco.